# Лепилин, Александр Михайлович
Александр Михайлович Лепилин (1890—1934) — капитан лейб-гвардии 3-й артиллерийской бригады, герой Первой мировой войны. Участник Белого движения на Юге России, полковник Марковской артиллерийской бригады.

## Биография
Сын генерал-лейтенанта в отставке Михаила Варламовича Лепилина.
Окончил Оренбургский 2-й кадетский корпус (1907) и Константиновское артиллерийское училище (1910), откуда выпущен был подпоручиком в лейб-гвардии 3-ю артиллерийскую бригаду. Окончил Офицерскую артиллерийскую школу. Произведен в поручики 6 декабря 1913 года.
В Первую мировую войну вступил в составе лейб-гвардии 3-й артиллерийской бригады. Пожалован Георгиевским оружием
За то, что в бою 9 июля 1915 года у Брустно, находясь на передовом наблюдательном пункте, в пехотных окопах, под сильным ружейным огнем противника, корректировал стрельбу нашей артиллерии, которая своим метким огнем рассеяла наступающие части противника, нанеся им тяжкие потери.
Произведен в штабс-капитаны 15 июня 1916 года, в капитаны — 5 апреля 1917 года. В том же году окончил Военную школу летчиков-наблюдателей в Киеве, был летчиком-наблюдателем 2-го гвардейского корпусного авиационного отряда.
С началом Гражданской войны вступил в Добровольческую армию. Участвовал в 1-м Кубанском походе в 4-й отдельной батарее, затем в 1-м легком артиллерийском дивизионе. В июле 1918 года — во 2-й батарее названного дивизиона. С 17 августа 1918 года назначен командиром 3-й батареи 1-го легкого артиллерийского дивизиона. В январе 1919 года был произведен в полковники. С 15 октября 1919 года назначен командиром 3-й батареи Марковской артиллерийской бригады. В Русской армии был командиром 4-го, а затем 1-го дивизиона Марковской артиллерийской бригады. Награждён орденом Св. Николая Чудотворца. В Галлиполи был назначен командиром 1-й батареи Марковского артиллерийского дивизиона.
В эмиграции в Чехословакии. В 1924 году поступил на службу в чехословацкую армию, был определен капитаном в 4-й артиллерийский полк (Йозефов). Позднее служил в 201-м артиллерийском полку (Липтовски-Микулаш) и 12-м артиллерийском полку (Ужгород). Состоял членом Общества офицеров-артиллеристов.
Умер в 1934 году в Ужгороде. Похоронен на местном военном кладбище.

## Награды
- Орден Святой Анны 4-й ст. с надписью «за храбрость» (ВП 10.02.1915)
- Орден Святого Станислава 2-й ст. с мечами (ВП 11.06.1915)
- Орден Святого Станислава 3-й ст. с мечами и бантом (ВП 16.12.1915)
- Орден Святой Анны 3-й ст. с мечами и бантом (ВП 12.03.1916)
- Георгиевское оружие (ВП 18.07.1916)
- Орден Святой Анны 2-й ст. с мечами (ВП 28.08.1916)
- Орден Святителя Николая Чудотворца (Приказ Главнокомандующего, № 500, 31 октября 1921)